# Georg von Rheinbaben

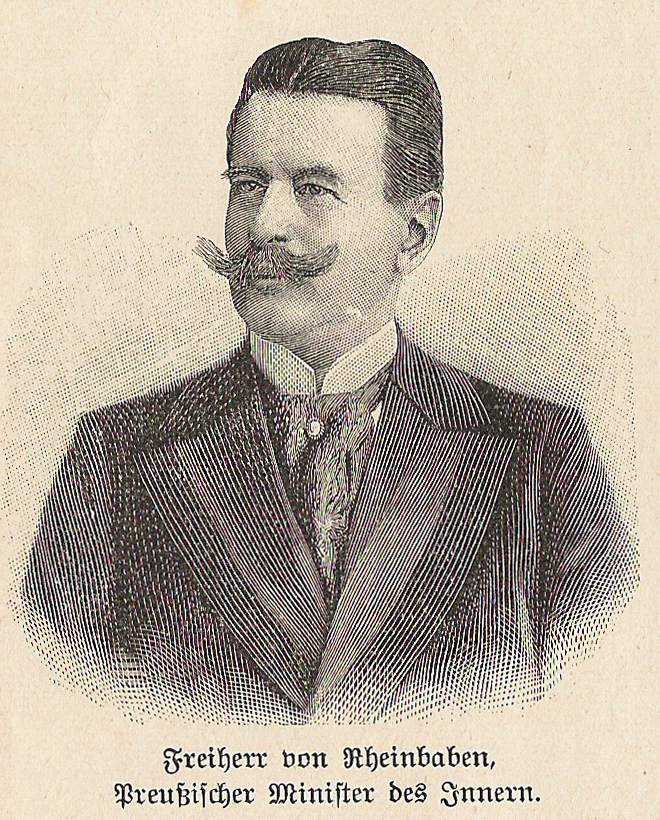
Georg von Rheinbaben

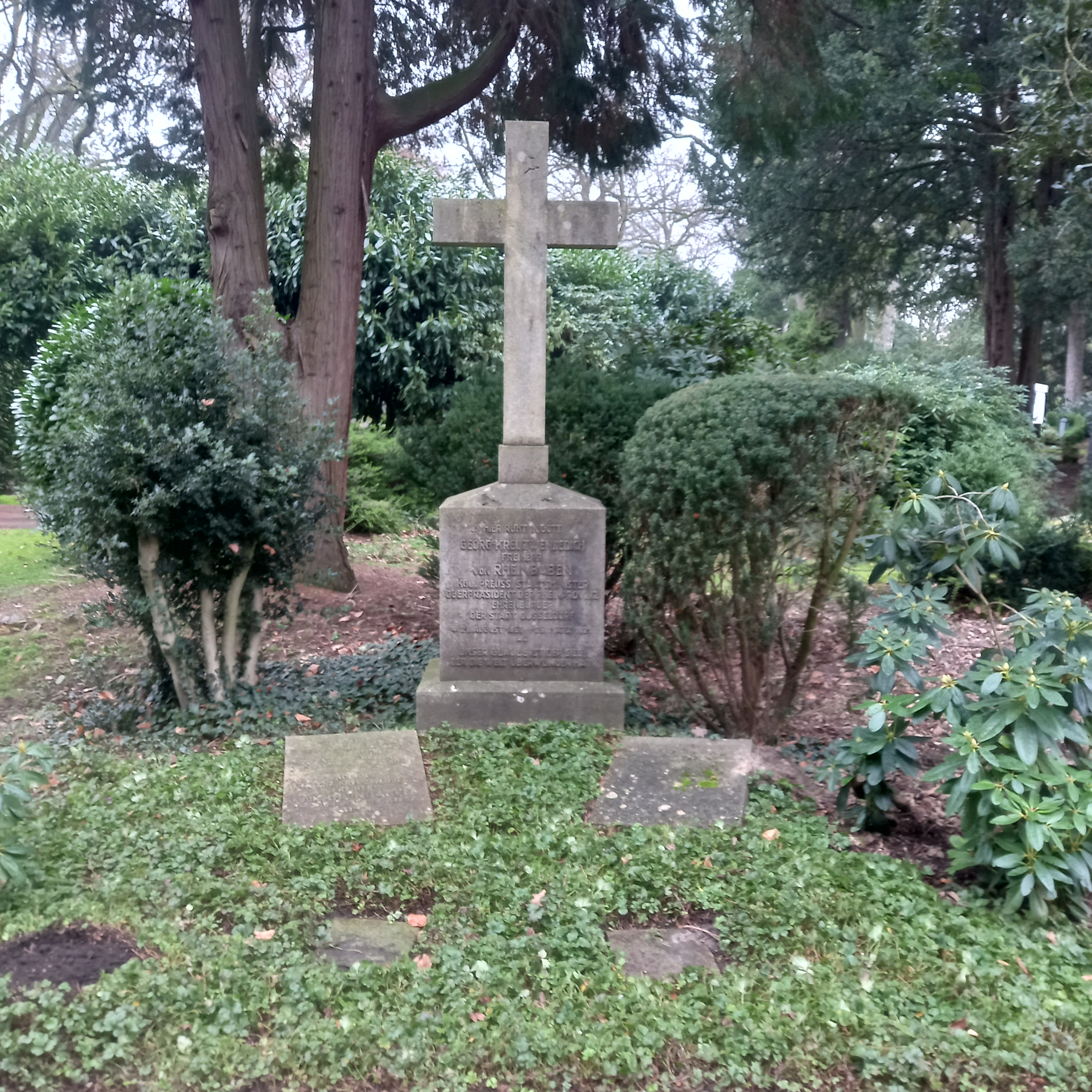
Das Grab von Georg von Rheinbaben im Familiengrab auf dem Nordfriedhof Düsseldorf

Georg Kreuzwendedich Freiherr von Rheinbaben (* 21. August 1855 in Frankfurt (Oder); † 25. März 1921 in Düsseldorf) war ein preußischer Innen- und Finanzminister.

## Herkunft
Seine Eltern waren der preußische Major Gustav von Rheinbaben (1817–1866) und dessen Ehefrau Klara, geborene von Gerlach (1825–1895). Sie war eine Tochter des Berliner Polizeipräsidenten Karl von Gerlach. Sein Vater fiel als Bataillonskommandeur im Leib-Grenadier-Regiment (1. Brandenburgisches) Nr. 8 während des Deutschen Krieges.

## Leben und Wirken
Nach dem Studium der Volkswirtschaft an den Universitäten Heidelberg und Berlin (1873–1876) sowie dem Dienst in einem Ulanenregiment begann er eine Karriere als preußischer Verwaltungsbeamter. Diese führte ihn 1885 ins Finanzministerium, wo er 1889 zum Geheimen Finanzrat und Vortragenden Rat, 1892 zum Geheimen Oberfinanzrat befördert wurde und schließlich zu einem wichtigen Mitarbeiter von Finanzminister Johannes von Miquel aufstieg.
1896 wechselte von Rheinbaben an die Spitze des Regierungspräsidiums Düsseldorf, wo er sich insbesondere durch die Schaffung der staatlichen Wohnungsaufsicht hervortat, einer Institution, die seinem Vorbild folgend schließlich in ganz Preußen eingeführt wurde.
1899 wurde von Rheinbaben zum preußischen Innenminister ernannt und von seinem Freund und Gönner von Miquel systematisch als Nachfolger aufgebaut. Nach Miquels Ausscheiden aus dem Amt des Finanzministers 1901 folgte Rheinbaben diesem praktisch unangefochten auf diesem Posten, den er zehn Jahre lang, bis 1910 leitete, nach. Seine Amtsführung war dabei im ganzen gesehen erfolgreich und verschaffte ihm einen wachsenden politischen Einfluss. Unter Rheinbabens Handlungen als Finanzminister ist insbesondere die Neuordnung der Beamtenbesoldung hervorzuheben. Darüber hinaus stand er in hoher Anerkennung aufgrund seiner sachkundigen Bewältigung der wirtschaftlichen Schwierigkeiten, mit ihren z. T. schwerwiegenden Folgen für die Staatsfinanzen, sowie der innen- wie außenpolitischen Krisen der Ära Bülow.
Reichskanzler Theobald von Bethmann Hollweg nutzte schließlich das Scheitern der von Rheinbaben mitverfochtenen Reform des preußischen Dreiklassenwahlrechtes sowie eine scharfe Kontroverse Rheinbabens im Preußischen Herrenhaus mit dem Chef der Deutschen Bank, Arthur von Gwinner (1856–1931), über die preußisch-deutsche Anleihepolitik und die Grundsätze der Staatsfinanzwirtschaft, um seinen Rivalen 1910 aus dem Kabinett zu entfernen.
Rheinbaben übernahm stattdessen das Oberpräsidium der Rheinprovinz. 1911 folgte die Berufung in das Preußische Herrenhaus, bevor er 1918 in den Ruhestand ging.
Ab 1912 war Rheinbaben Gründungsvorsitzender des Vereins Rhein-Museum Koblenz sowie 1913 bis 1920 Präsident der Goethe-Gesellschaft. Nach seinem Tod 1921 wurde er auf dem Düsseldorfer Nordfriedhof begraben.

## Familie
1885 heiratete von Rheinbaben in St. Johannis vor Schleswig Hedwig von Liliencron (1854–1938), eine Tochter des Germanisten und Musikhistorikers Rochus Freiherr von Liliencron (1820–1912). Aus der Ehe gingen unter anderem der Schriftsteller Rochus von Rheinbaben (1893–1937), sowie die Töchter Gustava Hanna von Rheinbaben (1887–1980) und Gertrud (Gerda) von Rheinbaben (1888–1949) hervor. Zu seinen Schwiegersöhnen zählten unter anderem Alexander von Lettow-Vorbeck (1881–1914), der Jurist Trabart Freiherr von und zu der Tann-Rathsamhausen (1894–1979) und Mathew Elting Hanna (1873–1936), der US-amerikanische Botschafter in Guatemala als Ehemänner seiner ersten sowie der SS-Offizier Anton von Hohberg und Buchwald (1885–1934) und Horst von Blumenthal (1882–1963) als Ehemänner seiner zweiten Tochter. Sein Sohn Rochus von Rheinbaben ehelichte in zweiter Ehe Erika von Seydewitz, mit der er einen Sohn (Georg-Kreuzwendedich Max Richard Kuno, 1926–1985) und eine Tochter (Uta Coraly, * 1930) hatte. Georg-Kreuzwendedich heiratet Genoveva Abdala und hatte mit ihr vier Kinder (Richard Kreuzwendedich 1960, Rolf Rochus 1961, Marieluise Erika Isabel 1965 und Constanze Hedwig 1966).
Ein Vetter Rheinbabens mütterlicherseits war der pazifistische Politiker und Schriftsteller Hellmut von Gerlach (1866–1935), ein Neffe der DVP-Politiker Werner von Rheinbaben.

## Auszeichnungen und Ehrungen
Rheinbaben besaß die medizinische Ehrendoktorwürde der Universität Berlin, den Doktor der Ingenieurwissenschaften ehrenhalber der Aachener Universität und war Ehrenbürger von Düsseldorf. Zudem erhielt er den Schwarzen Adler-Orden (1907), mit Kette (1908), den Roten Adler-Orden 3. Klasse mit Schleife (1894), das Eiserne Kreuz II. Klasse (1915), die Rotes-Kreuz-Medaille 3. Klasse und die Landwehrdienstauszeichnung. Zudem war er 1. Ehrenmitglied des Rheinischen Vereins für Kleinwohnungswesen und Domdechant von Merseburg.
In Berlin wurde 1905 eine Rheinbabenallee angelegt in einem Villenviertel, das durch Bebauung eines ehemals auch vom Finanzministerium verwalteten Staatsguts entstand; die Straßen wurden nach preußischen Ministern der Zeit benannt, und auch eine Miquelstraße liegt in der Nähe.
Die Stadt Krefeld verdankt Freiherr von Rheinbaben den Ausbau des Linner Hafens und die Unterstützung bei der Stadterweiterung. Freiherr von Rheinbaben wurde am 27. März 1918 zum Ehrenbürger der Stadt Krefeld ernannt. Heute erinnert die Rheinbabenstraße in Linn, eine Verlängerung der zum Rheinhafen führenden Hafenstraße, an Rheinbaben.
In Bottrop und Gladbeck wurde zu Ehren des Freiherrn die Schachtanlage Professor 3/4 in Rheinbabenschächte umbenannt. Heute erinnert nur noch die direkt auf das ehemalige Werksgelände führende Rheinbabenstraße in Bottrop an diese Zeche.
In Wesel wurde die in den Jahren des Ersten Weltkriegs gebaute erste feste Straßenbrücke Rheinbabenbrücke genannt.
In Bad Salzig (im Tal der Loreley) wurde 1912 eine der am Rhein verlaufenden Straßen nach von Rheinbaben Rheinbabenallee genannt.
Aus Anlass seines Ausscheidens aus diesem Amt wurde er am 4. März 1918 zum Ehrenbürger von Duisburg ernannt, um ein „bleibendes Zeichen tiefer Dankbarkeit für die unvergeßlichen Verdienste“ zu geben, die er sich in hohen Staatsämtern um Vaterland und Heimatprovinz erworben hatte.

## Werke (Auswahl)
- Philipp Zorn, Herbert von Berger (Schriftleitung): Deutschland unter Kaiser Wilhelm II. Hrsg. von Siegfried Körte, Friedrich Wilhelm von Loebell, Georg von Rheinbaben u. a. 3 Bände. R. Hobbing, Berlin 1914.